# Terre-neuve (chien)
 (janvier 2024).
Si vous disposez d'ouvrages ou d'articles de référence ou si vous connaissez des sites web de qualité traitant du thème abordé ici, merci de compléter l'article en donnant les références utiles à sa vérifiabilité et en les liant à la section « Notes et références ».
Pour les articles homonymes, voir Terre-Neuve (homonymie).
Le terre-neuve (ou retriever de Terre-Neuve) est une race de chien originaire de l'île canadienne de Terre-Neuve, à forte taille et présentant généralement une épaisse fourrure noire. Il est apprécié pour sa force, sa loyauté et ses aptitudes aquatiques. On le surnomme aussi NewFoundland, Newfie ou Saint-Bernard des mers.
Ses pattes dites « palmées », sa corpulence et sa docilité font du terre-neuve l'animal idéal pour le sauvetage, notamment  en mer.

## Histoire et origine du terre-neuve
« Le terre-neuve descend des chiens autochtones de l’île de Terre-Neuve et de gros chiens de chasse à l’ours introduits par les Vikings vers l’an mille. Avec l’arrivée des pêcheurs européens, la race a été améliorée grâce à des croisements avec d’autres races, mais elle conserva, semble-t-il, ses caractéristiques premières. Au début de la colonisation en 1610, les attitudes comportementales ainsi que les principaux traits physiques du terre-neuve étaient déjà solidement établis. »[réf. souhaitée] À la fin du XVIIIe siècle, on a utilisé le terre-neuve pour tirer les troncs d’arbre abattus.   
Le terre-neuve était compté avec l’équipe des bateaux de pêcheurs de Terre-Neuve. Ils utilisaient le chien pour monter les filets de pêche à bord, pour rapporter des objets, et en plus pour sauver ceux qui étaient tombés dans la mer. Mais pour le sauvetage en mer, plusieurs conditions sont requises. Il faut que le chien soit assez fort pour ramener un être humain. De plus, le chien doit aimer l’eau, ou du moins, il doit être capable de se jeter à l’eau sans crainte et il doit nager volontiers. 
Son poil est double : la sous-couche isolante lui permet de lutter contre le refroidissement en eau glacée et le poil de surface résiste à l’eau. Le terre-neuve peut ainsi nager pendant des heures (il est capable de s'économiser énergiquement pour y arriver) tout en restant au sec et au chaud. Avec ses pattes palmées, il prend appui dans l’eau et avance plus aisément (sa musculature doit être suffisamment développée pour donner l’impulsion et la puissance au mouvement dans l’eau). Finalement, le terre-neuve doit être très résistant à l’épuisement musculaire.

## Description
Le terre-neuve a la particularité d’avoir les  pattes palmées (la membrane interdigitale ne se voit que rarement dans ses pattes, mais elle est quand-même bien développée), une fourrure épaisse huileuse, et un sous-poil dense l'aidant à résister au froid et facilitant la flottaison.
C'est un chien d'une très grande fidélité et d'un caractère exceptionnel. Doux, généreux, intelligent, patient, c'est un bon compagnon pour les enfants. Sa force impressionnante et sa vitalité en font un excellent gardien (plus par sa morphologie impressionnante que par son caractère jamais dangereux). C'est un chien polyvalent qui possède des dispositions naturelles pour le sauvetage. Il est doté d'un corps puissant, musclé et harmonieux, son ossature est charpentée mais sans lourdeur excessive. Il mesure environ 71 cm pour plus de 65 kg ; la femelle, 66 cm pour 55 kg environ. Sa robe au poil long et plat, imperméable à l'eau, dense et lustrée, est généralement de couleur noire, bronze, ou noire et blanche. Les couleurs grise ou marron et blanc que l'on peut croiser de temps à autre ne sont pas des couleurs reconnues par la FCI donc non acceptées à la confirmation.
Sa tête est massive avec un crâne large, son front et sa face peuvent être plus ou moins lisses ou plissés. Son museau est court ou long, ses yeux sont bien bruns mais peuvent être noisettes chez le terre-neuve bronze.
Le terre-neuve est calme et obéissant, mais son éducation exige de son maître qu'il soit ferme et patient car c'est un chien réputé têtu, et par sa morphologie, il ne doit pas devenir indomptable ! Le terre-neuve est morphologiquement adulte mentalement et physiquement vers l'âge de 4 ans. Un terre-neuve de deux ans est encore un grand chiot, pataud, qui ne connaît pas bien son corps et n'est pas toujours maître de ses mouvements. Il faut savoir que l'âge le plus dur d'un terre-neuve est de 2 à 6 mois, âge où il teste son nouveau foyer. Mais ce n'est pas un chiot destructeur, il teste plus en faisant celui qui n'entend pas ou se bute à ne pas vouloir exécuter un ordre. De six mois à vingt-quatre mois, il est très sage dans un corps de grand qui n'arrête pas de grandir, et dont les points de repère changent constamment. C'est un chien têtu mais très câlin. Son espérance de vie est de 10-12 ans.

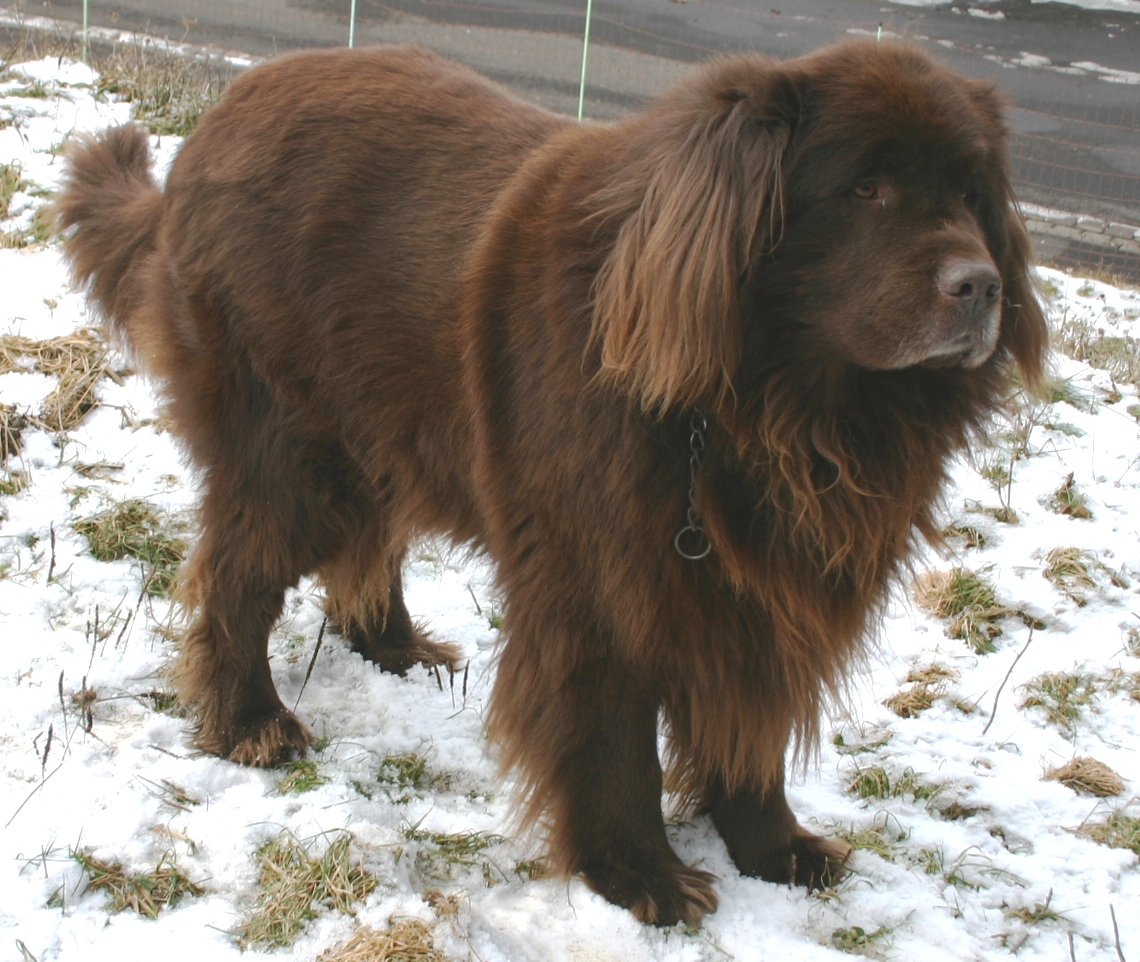
Terre-neuve brun.
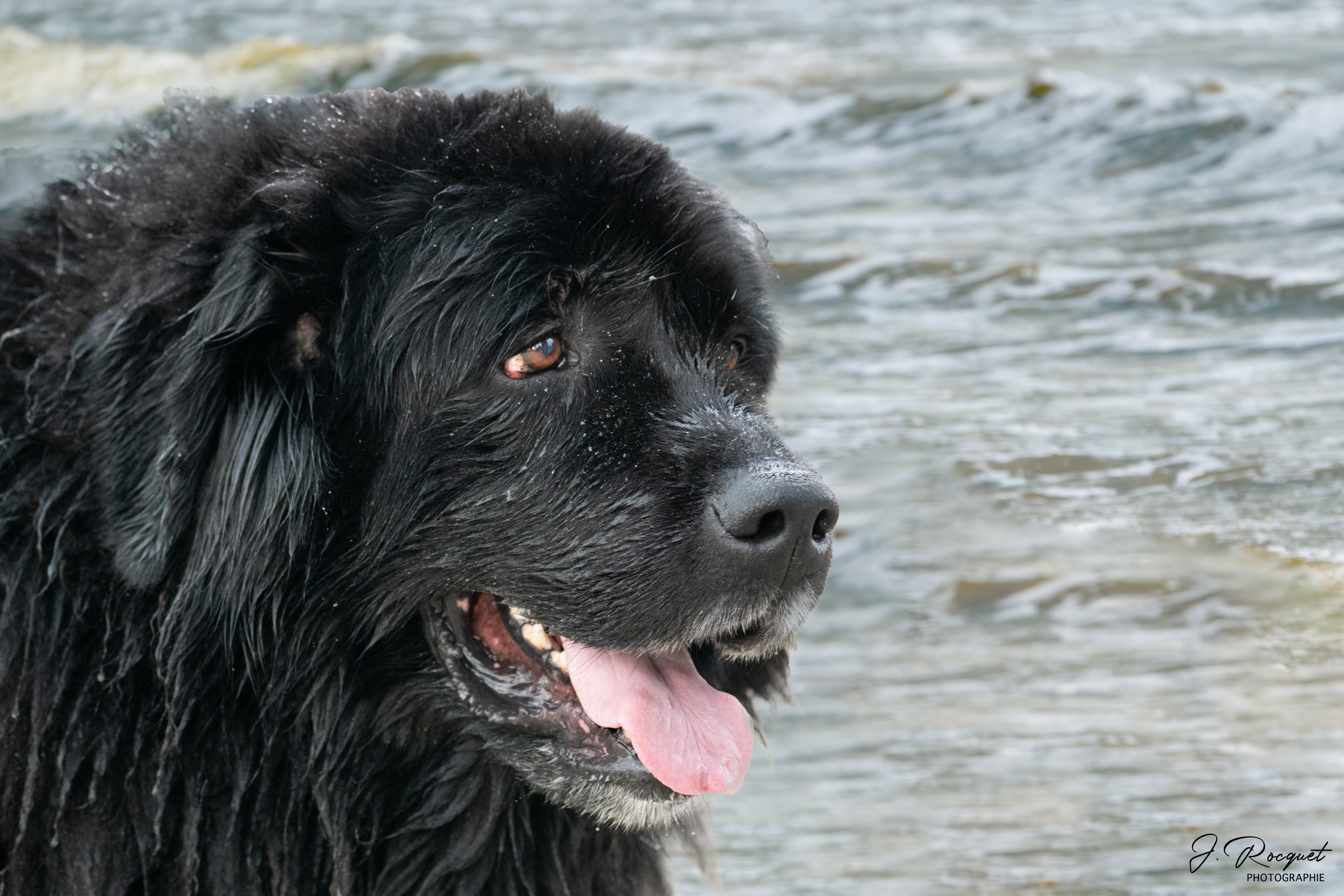
Terre-neuve noir.
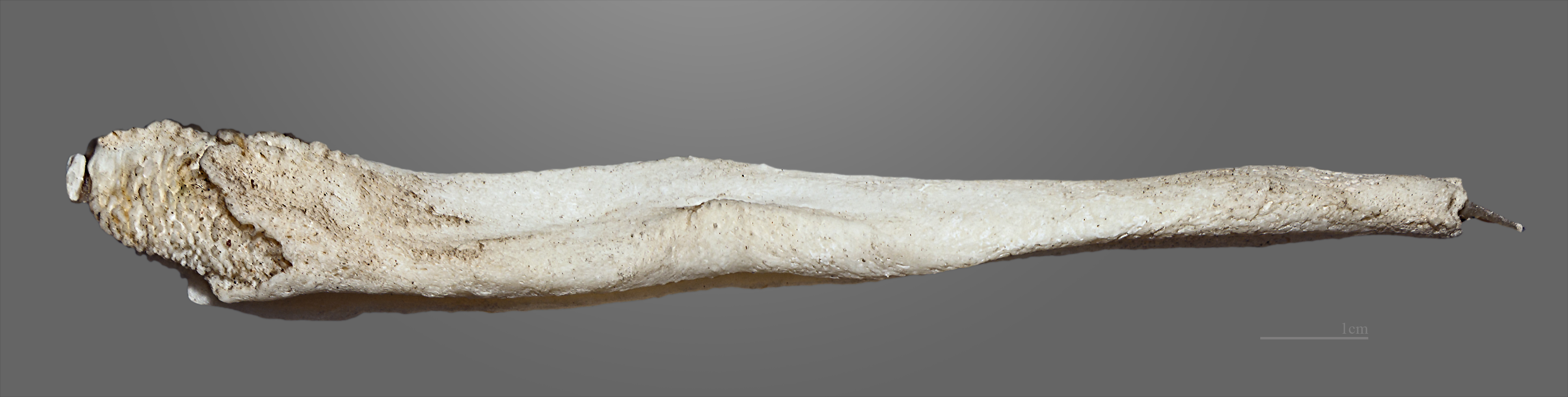
Os pénien (collection MHNT).

## Standards de la race en France

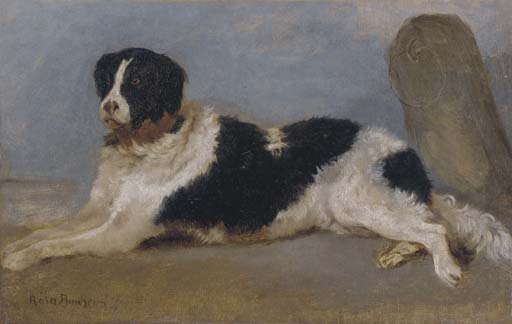
Un Terre-Neuve
Rosa Bonheur (1822-1899)
collection privée, vente 2007.

Selon son origine, il ne faut pas confondre le landseer avec le terre-neuve… En effet, les lignées occidentales n'autorisent pas la reproduction du landseer avec le terre-neuve noir et blanc. Les chiots nés de ce croisement ne peuvent pas obtenir de pedigree[réf. nécessaire]. En résumé, en Europe le landseer est une race à part : il est le cousin du terre-neuve (plus fin et haut sur pattes avec une liste blanche sur la tête). Le terre-neuve gris ou dit bleu n'est également pas reconnu en France. Suivant le pays certains critères sont retenus. On retiendra que pour la France le terre-neuve peut être noir, marron ou noir et blanc et que le landseer est une race différente. Pour plus de précision consulter le site du Club français du chien Terre-Neuve et du Landseer, le CFCTNL.

## Standards de la race au Canada
La couleur traditionnelle est le noir. Le noir avec une teinte de bronze est permis, de même que quelques taches blanches. Toute tache autre que blanche est très répréhensible et entraîne la disqualification du sujet. Au Canada, le croisement entre le landseer et le terre-neuve est autorisé. Le terre-neuve landseer est blanc avec des taches noires et est d'importance historique pour la race. De préférence, le landseer doit posséder une tête noire avec une flamme blanche s'étendant sur le museau, une selle, une croupe et une portion supérieure de queues noires. Toutes les autres parties du corps doivent être blanches avec un minimum de mouchetures. La symétrie des taches et la beauté des motifs caractérisent les beaux landseers. On les expose dans les mêmes classes que les sujets noirs sauf si on a prévu des classes spéciales pour eux.

## Santé
- Maladies constitutionnelles de l'os.  Cette race est particulièrement susceptible, de par sa corpulence, à la dysplasie de la hanche et la dysplasie du coude, maladies d'origine héréditaire mais où interviennent des facteurs environnementaux tels que la nourriture, l'exercice forcé, les sauts, montées d'escaliers, etc. La croissance du chiot terre-neuve doit donc être lente, il lui faut une alimentation de qualité, ni trop grasse, ni trop riche en protéines.
- Cystinurie, maladie héréditaire entraînant la formation de calculs dans les reins, les uretères et la vessie.
- Malformations congénitales (sténoses, Shunt porto-systémique congénital).
- Excès de bave, quoique plus un problème pour le propriétaire que pour le chien.

Aujourd'hui, les éleveurs sérieux testent les reproducteurs pour détecter plusieurs de ces maladies.

## Utilité
Le terre-neuve fait partie des chiens de sauvetage à l'eau (avec le Landseer, tous les retrievers, le Leonberg, le Berger polonais de Podhale, l'Hovawart, les bouviers suisses et tous les chiens d'eau du 8e groupe, le Terrier noir russe, et le Saint-Bernard).

## Galerie photo

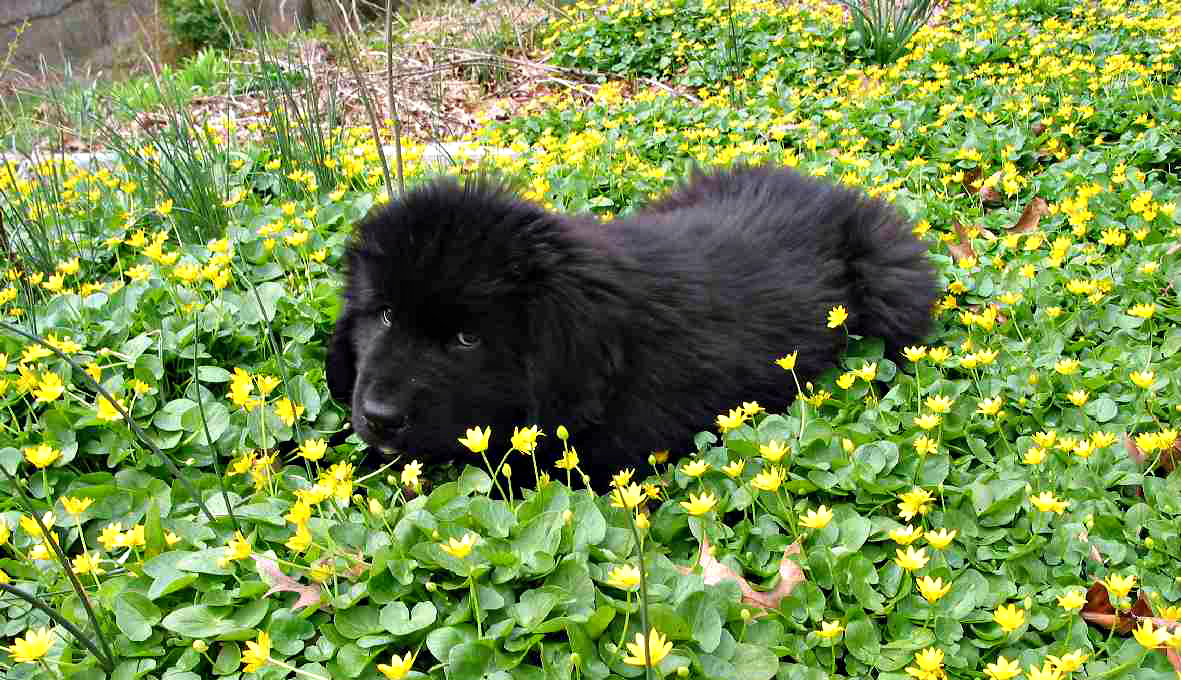
Chiot noir.
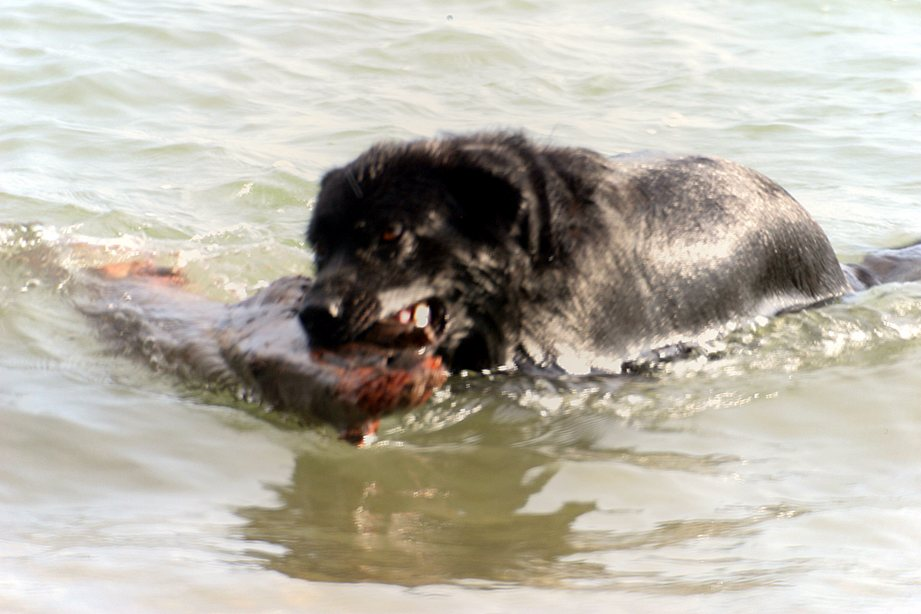
Terre-neuve noir.
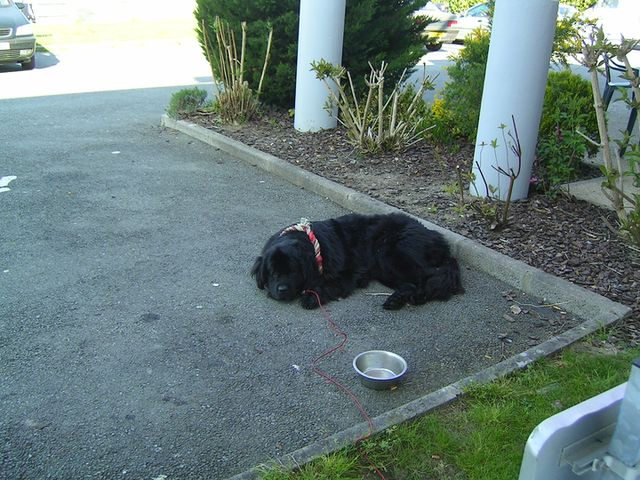
Adulte noir.
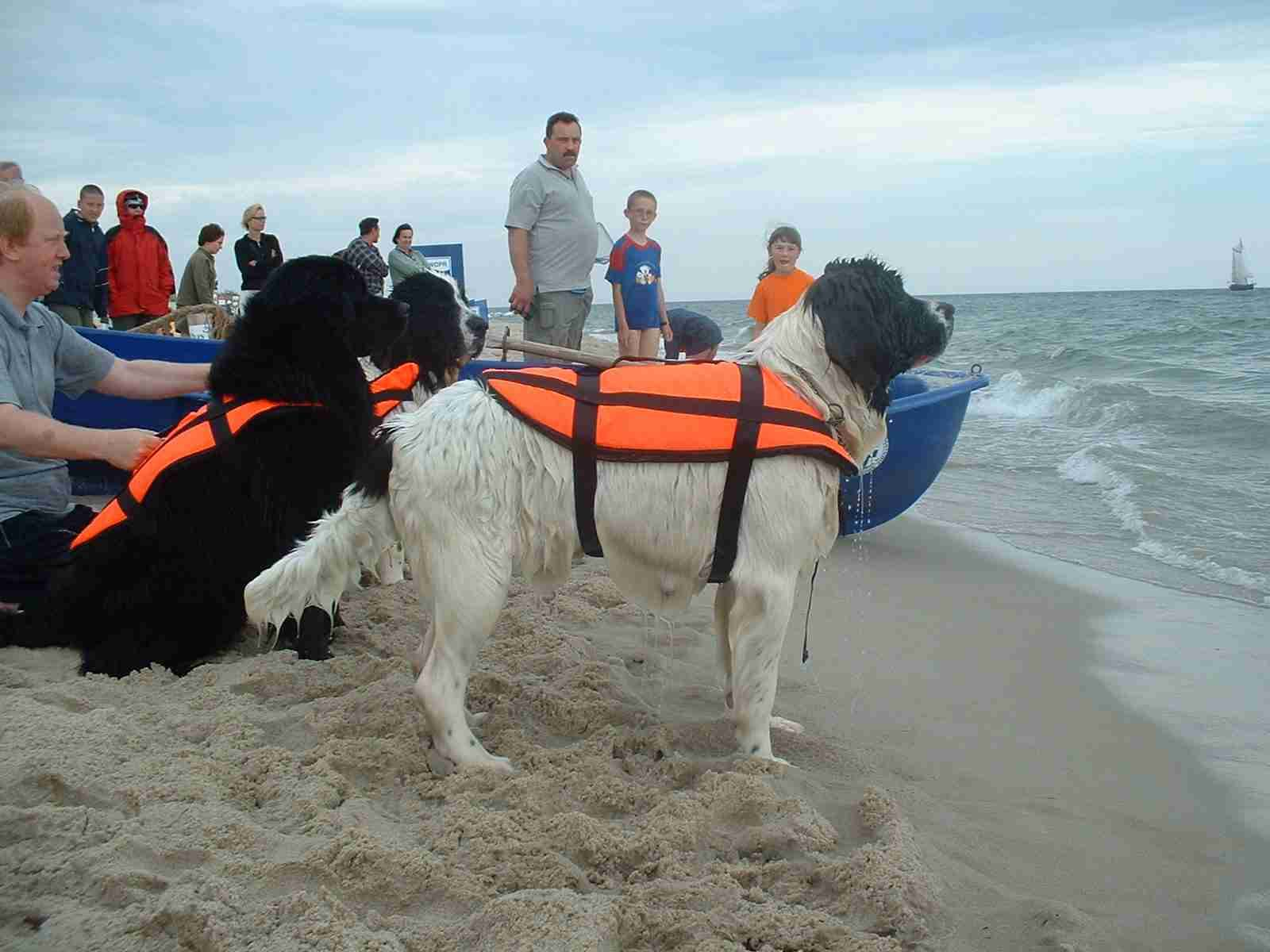
Sauvetage en mer.
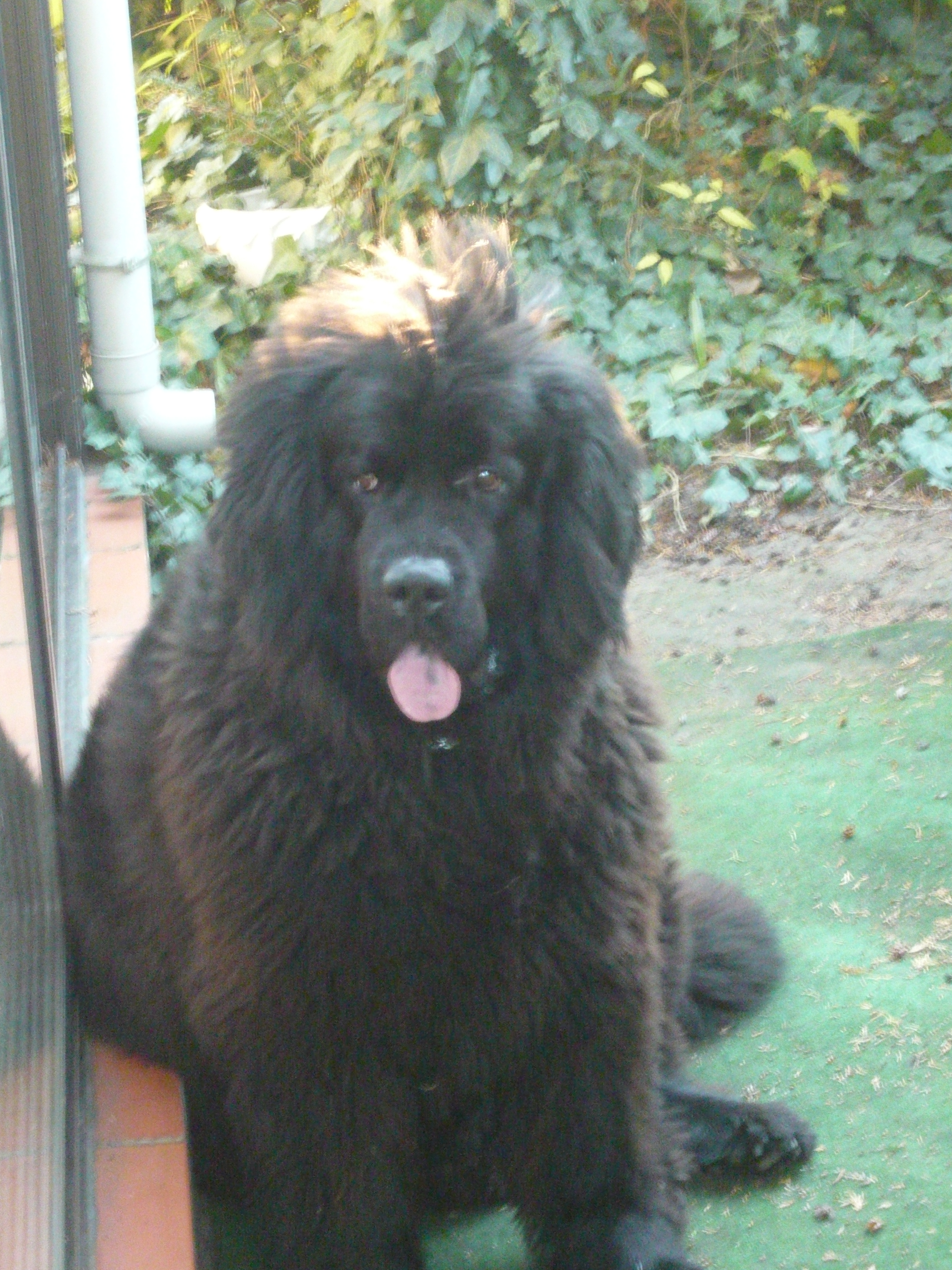
Terre neuve âgé noir.
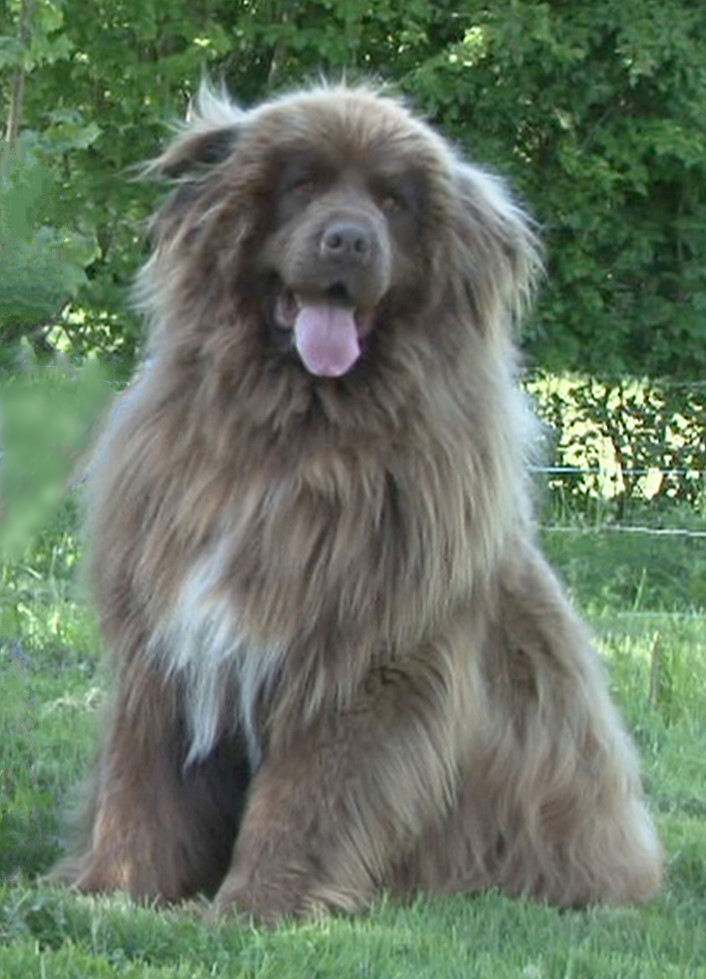
Terre-neuve marron.